# مات يوربان
مات يوربان (بالإنجليزية: Matt Urban)‏ هو عسكري أمريكي، ولد في 25 أغسطس 1919 في بوفالو في الولايات المتحدة، وتوفي في 4 مارس 1995 في هولاند في الولايات المتحدة.